# Neomariania oecophorella
Neomariania oecophorella ist ein Schmetterling aus der Familie der Stathmopodidae.

## Merkmale
Die Falter erreichen eine Flügelspannweite von  11 bis 14 Millimeter, die Vorderflügellänge wird mit 5 bis 6 Millimeter angegeben. Die umbrabraunen Fühler sind durch Schuppen stark verdickt und an der Spitze gesägt. Sie sind sehr lang und reichen mit einem Sechstel ihrer Länge über die Vorderflügelspitze hinaus. Die Labialpalpen sind innen etwas heller und leicht nach oben gebogen. Das Endglied ist kurz und knapp ein Drittel so lang wie das Mittelglied. Der Kopf ist umbrabraun und hat eine etwas hellere Stirn (Frons). Das Abdomen ist ebenso gefärbt und konisch. Es überragt mit Dreiviertel seiner Länge die Hinterflügel. Der Afterbusch ist kurz und etwas heller. Die Beine sind hellbraun und haben hell gefleckte Tarsen. Die Vorderflügel sind gleich breit und haben einen stumpfen Apex. Sie sind heller oder dunkler umbrabraun und haben einen dunklen, nicht immer deutlich sichtbaren Fleck in der Mitte der Analfalte. Dahinter befinden sich ähnlich gefärbte, verwaschene Gegenflecke, sie werden durch einen helleren Fleck am Vorderrand vom dunklen Saumfeld getrennt. Die Fransenschuppen sind einfarbig dunkel. Die Hinterflügel sind etwa halb so breit wie die Vorderflügel. Sie sind sehr gestreckt, schwärzlich oder umbrabraun und haben ebenso gefärbte Fransenschuppen. Die Vorderflügelunterseite ist schwärzlich, Hinterflügelunterseite ist etwas heller.

### Ähnliche Arten
- Borkhausenia fuscescens (Haworth, 1828)

## Verbreitung
Neomariania oecophorella ist auf den Azoren verbreitet.

## Biologie
Die Biologie der Art ist unbekannt.

## Systematik
Das folgende Synonym ist bekannt:
- Megaceraea oecophorella Rebel, 1940

## Belege
1. 1 2 3 4  J. C. Koster, S. Yu. Sinev: Momphidae, Batrachedridae, Stathmopodidae, Agonoxenidae, Cosmopterigidae, Chrysopeleiidae. In: P. Huemer, O. Karsholt, L. Lyneborg (Hrsg.): Microlepidoptera of Europe. 1. Auflage. Band 5. Apollo Books, Stenstrup 2003, ISBN 87-88757-66-8, S. 192 (englisch).
2. 1 2  Hans Rebel (1940): Die Lepidopterenfauna des Azorischen Archipels. Comment. biol. Soc. Sci. Fenn. 8 (1): Seite 41.
3. ↑  Neomariania oecophorella bei Fauna Europaea. Abgerufen am 9. Mai 2012